# Dichotomius rugosipennis
Dichotomius rugosipennis är en skalbaggsart som beskrevs av Luederwaldt 1930. Dichotomius rugosipennis ingår i släktet Dichotomius och familjen bladhorningar. Inga underarter finns listade i Catalogue of Life.